# Спринг Лејк (Северна Каролина)
Спринг Лејк (енгл. Spring Lake) град је у америчкој савезној држави Северна Каролина.

## Демографија
По попису из 2010. године број становника је 11.964, што је 3.866 (47,7%) становника више него 2000. године.
| Група             | 2000.         | 2010.         |
| Белци             | 2.391 (29,5%) | 4.889 (40,9%) |
| Афроамериканци    | 4.139 (51,1%) | 4.346 (36,3%) |
| Азијати           | 291 (3,6%)    | 354 (3,0%)    |
| Хиспаноамериканци | 963 (11,9%)   | 1.839 (15,4%) |
| Укупно            | 8.098         | 11.964        |